# كهف الحاجز الشفاف

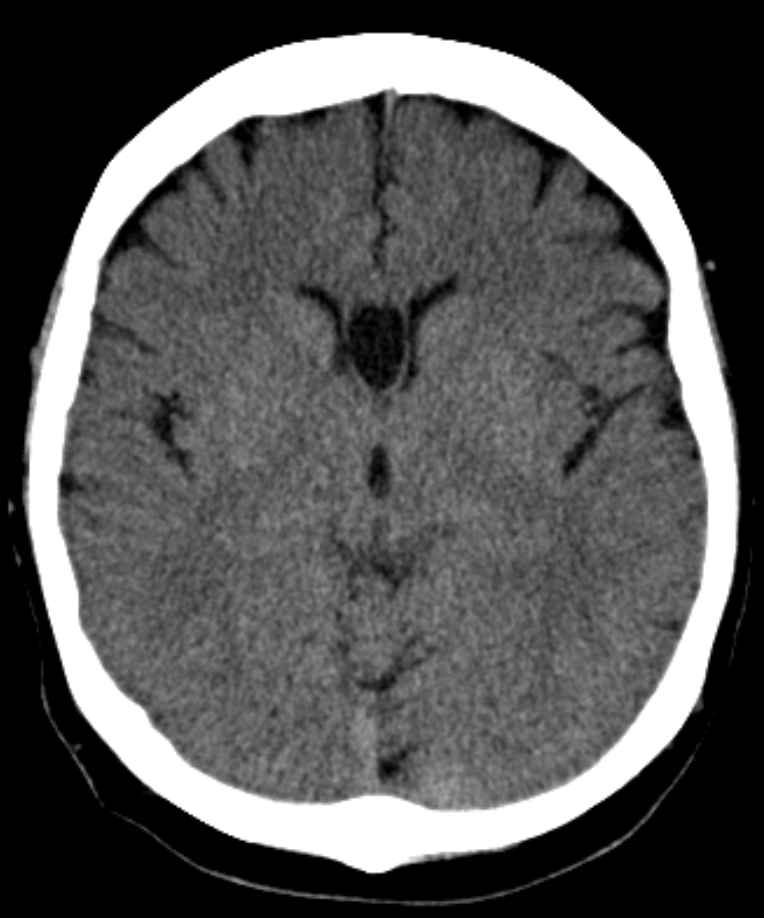
كهف الحاجز الشفّاف يُرى على التصوير المقطعي.

كهف الحاجز الشفاف (باللاتينية: cavum septi pellucidi)‏(CSP) يسمى أيضا جوف الحاجز الشفاف وهو مساحة شبيهة بالشق في الحاجز الشفاف الموجود في الأجنة ولكنه عادةً ما يندمج أثناء الطفولة. يُعد الحاجز الشفاف غشاءً رأسيًا رقيقًا مصفحًا نصف شفاف في خط الوسط للدماغ يفصل بين القرون الأمامية للبطين الأيمن والبطين الأيسر، يقع في الجزء الخلفي من الجسم الثفني، ارتبط استمرار وجود كهف الحاجز الشفاف بعد الطفولة بشكل غير أكيد بالتطور العصبي والعديد من الاضطرابات العقلية التي ترتبط بانخفاض أنسجة المخ.
يحد كهف الحاجز الشفاف من الأمام ركبة الجسم الثفني، ومن الأعلى يحده جسم الجسم الثفني، ومن الخلف الطرف الأمامي وأعمدة قبو الدماغ، بينما من الأسفل يحده الصوار الأمامي ومنقار الجسم الثفني، ومن الجانب الوحشي وريقات الحاجز الشفافة.
في تطور الجنين قبل الولادة تنفصل صفائح الحاجز الشفَّاف لتشكل تجويفًا صغيرًا «كهف الحاجز الشفَّاف». يعد هذا هيكلًا طبيعيًا مهمًا يجب تحديده في التقييم بالموجات فوق الصوتية لدماغ الجنين، في حياة ما بعد الولادة عادةً ما تندمج صفائح الحاجز الشفوي مما يؤدي إلى طمس الجوف. يحتوي الجوف على سائل دماغي شوكي (CSF) يرشح من البطينين عبر صفيحة الحاجز.
توجد فروق فردية في درجة كهف الحاجز الشفاف؛ في حين أن البعض لديه إغلاق كامل للتجويف، والبعض الآخر موجود بدرجة صغيرة (4-6) مم في المستوى الإكليلي من الإغلاق غير الكامل. يعد النوع الأكثر شيوعًا من كهف الحاجز الشفاف هو النوع غير الاتصالي؛ أي أنه لا يتصل بالجهاز البطيني للدماغ. بسبب هذا النقص في التواصل لم يعد الاستخدام السابق لمصطلح «البطين الخامس» مستخدمًا، بينما يُستخدم اسم البطين الخامس غالبًا للبطين الطرفي.
يوجد كهف الحاجز الشفاف في 100% من الأجنة، ولكن أكثر من 85% منهم يندمجون في غضون 3-6 أشهر بعد الولادة.

## الأسباب
سبب كهف الحاجز الشفاف غير معروف بشكل أساسي، على الرغم من أنه يعتقد أن التعرض للكحول قبل الولادة يلعب دورًا مهمًا.

## علامة سوء النمو العصبي للجنين
كهف الحاجز الشفاف هو علامة على سوء النمو العصبي الجنيني، الحاجز الشفاف هو غشاء رقيق، مثلثي، عمودي يفصل بين القرون الأمامية للبطينين الجانبيين الأيمن والأيسر للدماغ. يُعد على شكل صحيفة من الجسم الثفني وصولاً إلى القبو. أثناء نمو الجنين في الأسبوع الثاني عشر من الحمل تقريبًا تتشكل مسافة بين صفيحتين وهي كهف الحاجز الشفاف. في الأسبوع العشرين تقريبًا من الحمل تبدأ الصفيحة في الانغلاق. ينتهي هذا الإغلاق بعد فترة وجيزة من الولادة (3-6 أشهر بعد الولادة). ويعزى انصهار كهف الحاجز الشفاف إلى التطور السريع لنخروبية كل من: الحصين، اللوزة، نوى الحاجز، القبو، الجسم الثفني وتراكيب أخرى بخط الوسط. يؤدي عدم وجود مثل هذا التطور الحوفي إلى مقاطعة هذا الاندماج الخلفي إلى الأمامي، مما يؤدي إلى الحفاظ على كهف الحاجز الشفاف في مرحلة البلوغ.

## الارتباط بالاضطرابات النفسية
يرتبط كهف الحاجز الشفاف ارتباطًا وثيقًا بالفصام، واضطراب الكرب التالي للصدمة النفسية،إصابات الدماغ الرضحية،بالإضافة إلى اضطراب الشخصية المعادية للمجتمع.كهف الحاجز الشفوي هي إحدى السمات المميزة للأفراد الذين تظهر عليهم أعراض الاعتلال الدماغي الرضحي المزمن.